# Xã Mansfield, Michigan
Xã Mansfield (tiếng Anh: Mansfield Township) là một xã thuộc quận Iron, tiểu bang Michigan, Hoa Kỳ. Năm 2010, dân số của xã này là 241 người.